# João Bourbonnais
João Bourbonnais (Rio de Janeiro, 9 de maio de 1955) é um ator e diretor brasileiro, bacharel em direção teatral e mestre em artes cênicas pela ECA - USP.

## Biografia
Estudou canto com Maritza Franco. Estreou em O Natal do Ferreiro de Oscar von Pfuhl, recebendo Menção Honrosa de Ator no 2º Fextin-Santos.  Filho da cenógrafa e figurinista francesa Ded Bourbonnais, bacharelou-se em direção teatral e obteve o mestrado no Curso de Artes Cênicas, da Escola de Comunicações e Artes da Universidade de São Paulo (CAC-ECA-USP).
Apresentou o programa Tribunal na TV, na Rede Bandeirantes, em substituição a Marcelo Rezende, que foi para a Rede Record.
Integrou o elenco da novela bíblica Apocalipse como o Padre Lorenzo Viscone.
Interpreta o pai da protagonista da série Coisa Mais Linda da Netflix.

## Filmografia

### Na televisão
| Ano  | Título                  | Personagem           | Notas                                         |
| ---- | ----------------------- | -------------------- | --------------------------------------------- |
| 2019 | A Dona do Pedaço        | Padre Everaldo       |                                               |
| 2019 | Coisa Mais Linda        | Ademar Carone        | 2019-2020                                     |
| 2018 | Amigo de Aluguel        | Diretor              |                                               |
| 2017 | Apocalipse              | Papa Lorenzo Viscone |                                               |
| 2017 | Prata da Casa           | Péricles             | Episódio: "Orixá Vive"                        |
| 2016 | A Terra Prometida       | Elias                |                                               |
| 2016 | Gigantes do Brasil      | Lord Balfour         | Episódio: "Farquhar"                          |
| 2014 | Milagres de Jesus       | Jano                 | Episódio: "Os Dez Leprosos"                   |
| 2014 | O Negócio               | Guido                | Episódio: "Venda Casada"                      |
| 2013 | A Menina sem Qualidades | Diretor Valter       |                                               |
| 2013 | Guerra dos Sexos        | Adelino              |                                               |
| 2011 | Fina Estampa            | Davi Barinskic       |                                               |
| 2010 | Alice                   | Roberto              |                                               |
| 2010 | Tribunal na TV          | Apresentador         |                                               |
| 2010 | Força-Tarefa            | Capitão Damasceno    |                                               |
| 2008 | Água na Boca            | Gianini Leiden       |                                               |
| 2007 | Minha Nada Mole Vida    | Helenílson Penna     | Episódio: "Virando Mulher Para Não Ir Preso!" |
| 2006 | Cristal                 | Marcos Bueno         |                                               |
| 2005 | Essas Mulheres          | Tabelião             |                                               |
| 2004 | Esmeralda               | Gustavo              |                                               |
| 2000 | Marcas da Paixão        | Reginaldo Vieira     |                                               |
| 2000 | Sandy e Junior          | Dr. Bueno            | Episódio: "Procura-se Desesperadamente"       |
| 1999 | Sandy e Junior          | Dr. Bueno            | Episódio: "Depois da Tempestade"              |
| 1999 | Vila Madalena           | Juiz                 |                                               |
| 1994 | Éramos Seis             | Marido de Adelaide   |                                               |
| 1990 | Boca do Lixo            | Nandinho             |                                               |
| 1989 | Colônia Cecília         | Dr. Colombo Leon     |                                               |
| 1988 | Vale Tudo               | Walter               |                                               |

### No cinema
| Ano  | Título                          | Personagem        |
| ---- | ------------------------------- | ----------------- |
| 2024 | Silvio                          | Alberto Abravanel |
| 2011 | O Gorila                        | Pastor            |
| 2007 | Falsa Loura                     | Antero            |
| 1987 | A Dama do Cine Shanghai         | Repórter          |
| 1983 | Atrapalhando a Suate            | Juca              |
| 1981 | P.S.: Post Scriptum             | Mico              |
| 1980 | Asa Branca: Um Sonho Brasileiro | Beto              |

## No teatro
- 2020 - Maditos - Nelson
- 2019 - Push Up - Hans
- 2018 - A Vida Útil de Todas as Coisas -  Avô
- O Planeta Tá Um Lugar Perigoso - Terapeuta
- 2016 - Anti-Comics - Desconstruindo os Super-Heróis - Batman/Bruce Wayne/Jerry Siegel
- 2015 - Ferro em Brasa - João
- 2013 - Toc Toc - Fred
- 2012 - Um Verão Familiar - Miguel
- 2011 - O Anjo de Pedra - Dr. John Buchanam - pai
- 2011 - Canção de Amor em Rosa - Comendador Lacerda
- A Escolha do Jogador
- Os Saltimbancos
- O Céu Tem que Esperar
- Seis Personagens à Procura de um Autor
- A Tempestade
- Estrela do Lar
- Rebeldades
- Maria Borralheira
- Estrela Dalva
- Bidu Sayão
- O Coronel dos Coronéis
- Sonho de Uma Noite de Verão
- A Máscara do Minotauro
- Belinha e a Fera
- A Noiva do Condutor
- Histórias de New York
- O Coronel dos Coronéis
- Rádio a 2
- O Mercador de Veneza
- Zona de Guerra
- O Natal do Ferreiro
- Senhora dos Afogados
- Cândida
- O Anjo de Pedra
- Canção de Amor em Rosa
- Toc Toc